# TV Водолея
TV Водолея (лат. TV Aquarii) — одиночная переменная звезда в созвездии Водолея на расстоянии (вычисленном из значения параллакса) приблизительно 2118 световых лет (около 649 парсеков) от Солнца. Видимая звёздная величина звезды — от более +14,2m до +11,9m.

## Характеристики
TV Водолея — красная пульсирующая переменная звезда, мирида (M) спектрального класса M7.